# تروي ولفيرتون
تروي ولفيرتون (بالإنجليزية: Troy Wolverton)‏ هو صحفي وكاتب العمود أمريكي، ولد في 13 يونيو 1971 في سان أنطونيو في الولايات المتحدة.